# Chiré-en-Montreuil
Chiré-en-Montreuil is een gemeente in het Franse departement Vienne (regio Nouvelle-Aquitaine) en telt 804 inwoners (1999). De plaats maakt deel uit van het arrondissement Poitiers.

## Geografie
De oppervlakte van Chiré-en-Montreuil bedraagt 21,2 km², de bevolkingsdichtheid is 37,9 inwoners per km².
De onderstaande kaart toont de ligging van Chiré-en-Montreuil met de belangrijkste infrastructuur en aangrenzende gemeenten.

## Demografie
Onderstaande figuur toont het verloop van het inwonertal (bron: INSEE-tellingen).